# Стејнгримур Сигфусон
Стејнгримур Јохан Сигфусон (рођен 4. августа 1955) је исландски политичар. Он је посланик Парламента Исланда од 1983, а од 1999. до 2013. године је био на челу Левичарско-зеленог покрета. Од 1988. до 1991. године је био министар пољопривреде и веза Исланда. Године 2009. је постао министар финансија Исланда, а 2011. је постао министар рибарства, пољопривреде и економских послова Исланда.
Стејнгримур је рођен на великој фарми оваца у Гунарстасиру, између Гарсура и Хорсхофна у региону Билистилфјорсур на североистоку Исланда, у општини Свалбардсхрепур. У млађим годинама је био страствени одбојкаш. У јануару 2006. године је доживео саобраћајну несрећу у Блондуосу, али се касније опоравио.
Подржавао је крај америчког војног присуства на Исланду и сматрао је да Исланд треба да преузме улогу у том процесу. Од септембра 2006. године, када су америчке снаге напустиле Морнаричку базу Кефлавик, он се снажно противи развоју исландске војске, јер сматра да за њом нема потребе и да полиција и обалска стража могу да гарантују безбедност Исланда.
Своју политичку идеологију је изнео у књизи "За све нас - исландско добротворно друштво на раскршћу" коју је објавио у новембру 2006. године.
Од 2017. године је председник Парламента Исланда.